# Iolanda da Bretanha
Iolanda da Bretanha ou Iolanda de Dreux (em francês: Yolande; Dreux, fim de 1218 – Castelo de Bouteville, 10 de outubro de 1272) foi suo jure condessa de Penthièvre e de Porhoët, no ducado da Bretanha. Após vários noivados fracassados, incluindo o primeiro com o rei Henrique III de Inglaterra, por fim casou-se com Hugo XI de Lusinhão, meio-irmão por parte de mãe do rei Henrique.

## Família
Iolanda foi a única filha nascida de Pedro de Dreux e de sua primeira esposa, Alice de Thouars, Duquesa da Bretanha. Os seus avós paternos foram o conde Roberto II de Dreux e Iolanda de Coucy, sua segunda esposa. Roberto II era filho de Roberto I de Dreux, cujos pais eram o rei Luís VI de França e Adelaide de Saboia. Os seus avós maternos foram Guido de Thouars e Constança, Duquesa da Bretanha, sua primeira esposa. Constança era a filha de Margarida de Huntingdon, filha do príncipe Henrique da Escócia, por sua vez filho do rei David I da Escócia, sendo a mãe de David I a princesa e santa Margarida de Wessex, filha do rei de Wessex, Eduardo, o Exilado.
Outra conexão de Iolanda com os reis ingleses vem por meio de seu tio e sua tia, Artur I, Duque da Bretanha e Leonor da Bretanha, (filhos do segundo casamento de Constança com Godofredo II da Bretanha, cujos pais eram Henrique II de Inglaterra e Leonor da Aquitânia). Artur possivelmente foi morto pelo tio João de Inglaterra, e Leonor foi feita prisioneira para não ameaçar o poder do mesmo devido à sua ascendência.
Seus irmãos integrais foram: João I, Duque da Bretanha e Artur. Por parte do segundo casamento do pai com Nicole, ela teve um meio-irmão, Oliver de Braine, senhor de Machecoul.

## Biografia
Iolanda recebeu os títulos de Senhora de Fère-en-Tardenois, de Chailly e de Longjumeau, além de condessa de Penthièvre como parte de seu dote, em 1236. O seu irmão, João I, também lhe concedeu o título de condessa de Porhoët. Também foi senhora de Pallet, e a partir de 1250, Gometz-le-Châtel.
Antes da data de 19 de outubro de 1226, ela foi prometida em casamento ao rei Henrique III da Inglaterra. O casamento, contudo, jamais ocorreu, pois a rainha regente da França, Branca de Castela, quis impedir que Henrique ganhasse terras e influências na França, portanto, forçou o pai de Iolanda a terminar o noivado. Diante disso, ela ficou noiva de João, conde de Anjou e Maine, filho de Branca e de Luís VIII de França, em março de 1227. Porém, eles não vieram a se casar, pois o noivo morreu aos 13 anos, em 1232.
Mais uma vez, em 1231, ela ficou noiva, desta vez de Teobaldo I de Navarra, mas não se casaram.
Finalmente, em janeiro de 1236, ela casou com Hugo XI de Lusinhão, filho de Hugo X de Lusinhão e de Isabel de Angolema, que foi rainha viúva da Inglaterra pelo seu primeiro casamento com o rei João.

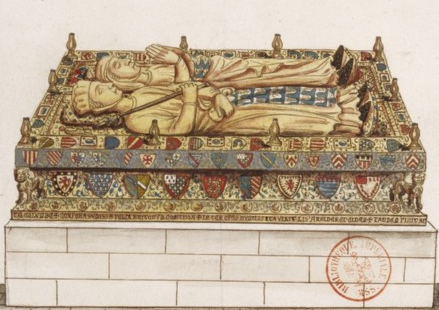
Tumba de Iolanda e de sua mãe, Alice, na Abadia de Villeneuve

Após a morte do seu marido em 6 de abril de 1250, durante a Batalha de Fariscur, parte da Sétima Cruzada, a condessa agiu como regente do filho, Hugo XII, de 1250 a 1256, governando o Condado da Marcha e de Angolema.
Iolanda morreu 10 de outubro de 1272, no Castelo de Bouteville, e foi sepultada na Abadia de Nossa Senhora, em Villeneuve-lez-Nantes, local de enterro de outros membros da família dos duques da Bretanha.

## Descendência
- Hugo XIII de Lusinhão (c. 1235/1240 – após 25 de agosto de 1270), sucessor do pai. Foi casado com Joana de Fougerès, com quem teve seis filhos;
- Guido (m. antes de 4 de junho de 1309), senhor de Cognac, d'Archiac, Couhé , Fère-en-Tardenois, Peyrat e de Frontenay. Não se casou e nem deixou descendência;
- Godofredo (m. 1264);
- Alice (m. 1290), foi a primeira esposa de Gilbeto Clare, 7.° Conde de Gloucester, com quem teve dois filhos;
- Isabel (m. após 1314), foi casada duas vezes: a primeira com Godofredo VI de Rancon, senhor de Taillebourg, e depois com Maurício III de Montaigu, senhor de Belleville. Sem descendência;
- Maria (1242 – após 11 de julho de 1266), foi a primeira esposa de Roberto de Ferrers, 6.° conde de Derby, mas não teve filhos;
- Iolanda (1237/50 – 10 de novembro de 1305), esposa de Pedro, senhor de Préaux, mas não teve filhos.